# Dmitri Kriakvine
Dmitri Kriakvine est un joueur d'échecs russe né le 10 avril 1984 à Rostov-sur-le-Don.
Au 1er avril 2020, il est le 45e joueur russe avec un classement Elo de 2 594 points.

## Biographie et carrière
Grand maître international depuis 2009, Kriakvine a remporté les tournois suivants :
- l'open de Rostov-sur-le-Don (tournoi zonal de sélection du 60e championnat de Russie) en mars 2007 (7,5/9)[2] ;
- le championnat open de Rostov-sur-le-Don en décembre 2007 (7,5/9)[3] ;
- l'open d'Azov (tournoi zonal de sélection du 61e championnat de Russie) en mars 2008 (7,5/9)[4] ;
- le troisième mémorial Dvorkovitch à Taganrog en août-septembre 2008 (8/9)[5] ;
- l'open international Parvsnath à New Delhi en janvier 2010 (9/11), ex æquo avec Pavel Kotsour et Ehsan Ghaem Maghami[6] ;
- le 5e mémorial Vladimir Dorochkevitch (championnat open du sud de la fédération) à Beloretchensk (7/9) en mai 2010[7] ;
- le premier championnat open de Voïvodine à Novi Sad en août 2010 (7,5/9)[8] ;
- le championnat open du sud de la fédération à  Armavir en mars 2011 (7/9)[9] ;
- l'open de Piatigorsk en janvier 2012 (8/9)[10] ;
- le 7e mémorial Vladimir Dvorkovitch à Taganrog (8/9) en août 2012[11] ;
- la 35e coupe Nejmetdinov à Kazan en juin 2013 (7/9), ex æquo avec Andreï Kharlov et Igor Kovalenko[12] ;
- l'open de  Berlin-Lichtenrade en novembre 2017 (7,5/9)[13] ;
- l'open de Fagernes en mars 2018 (7/9), ex æquo avec Maksim Tourov[14] ;
- le championnat international de Stuttgart en mai 2018 (6/7) ;
- l'open international de Caen en novembre 2018 (6/7) ;
- la deuxième place à l'open principal de Moscou en janvier-février 2019 (7/9), ex æquo avec Sanan Siouguirov, Oleg Ivanov, Igor Lyssy et Alekseï Pridorojny (tournoi remporté par Boris Savtchenko, 7,5/9)[15].

Diplômé de l'Université d'État de génie civil de Rostov, Kriakvine travaille comme journaliste et entraîneur de joueurs. Il a entraîné notamment Andreï Essipenko et Daniil Iouffa.